# Taohemu
Taohemu (kinesiska: 桃合木, 桃合木苏木) är en socken i Kina. Den ligger i den autonoma regionen Inre Mongoliet, i den norra delen av landet, omkring 910 kilometer nordost om regionhuvudstaden Hohhot.
Genomsnittlig årsnederbörd är 656 millimeter. Den regnigaste månaden är juli, med i genomsnitt 202 mm nederbörd, och den torraste är januari, med 3 mm nederbörd.